# Skulpturparken vid Norrköpings konstmuseum

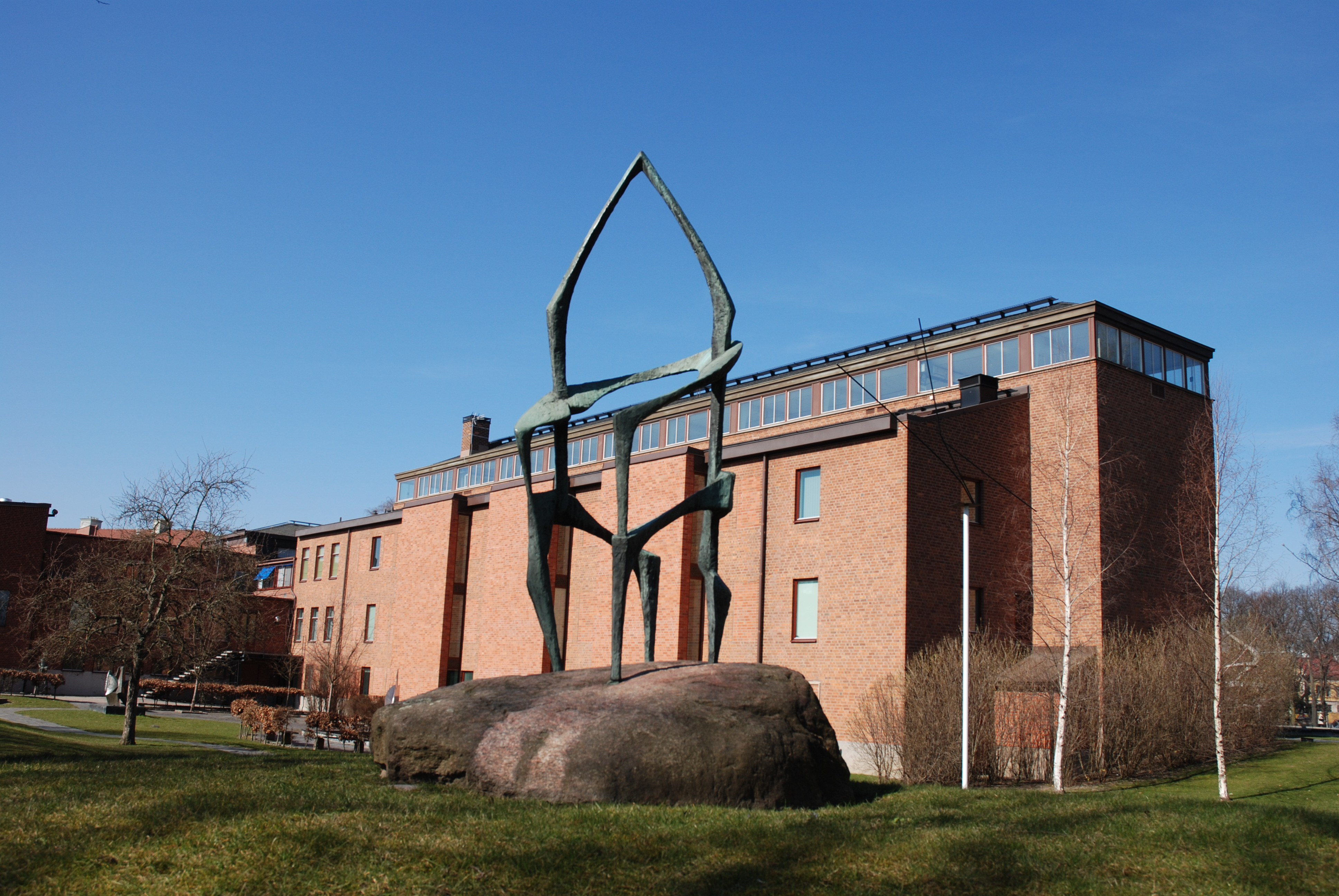
Katedral av Arne Jones

Skulpturparken vid Norrköpings konstmuseum har en stor samling modern konst av svenska skulptörer.

## Skulpturer i urval
- Spiral åtbörd av Arne Jones
- Eva bland fornfynden av Bror Hjorth
- Katedral av Arne Jones
- Danserskorna av Carl Milles
- Cubo centrifugo-centripeto av Gert Marcus
- Mor och barn av Liss Eriksson
- Sittande pojke av Bror Hjorth
- Xraf av Olle Baertling
- Sollefteå 1977 av Jacob Dahlgren
- Aklejaderna av Eric Grate
- Fina fisken av Palle Pernevi

## Fotogalleri

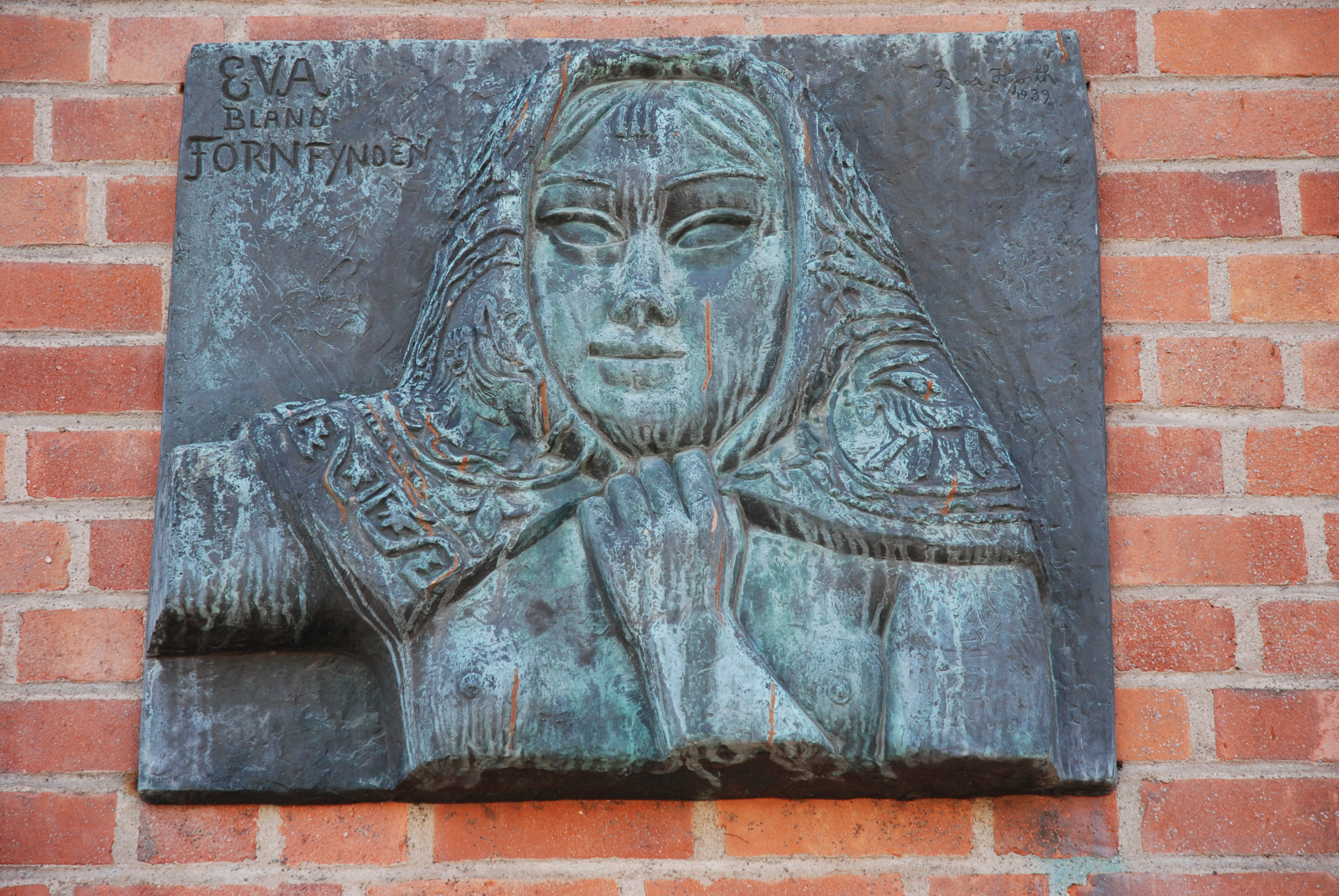
Eva bland fornfynden av Bror Hjort
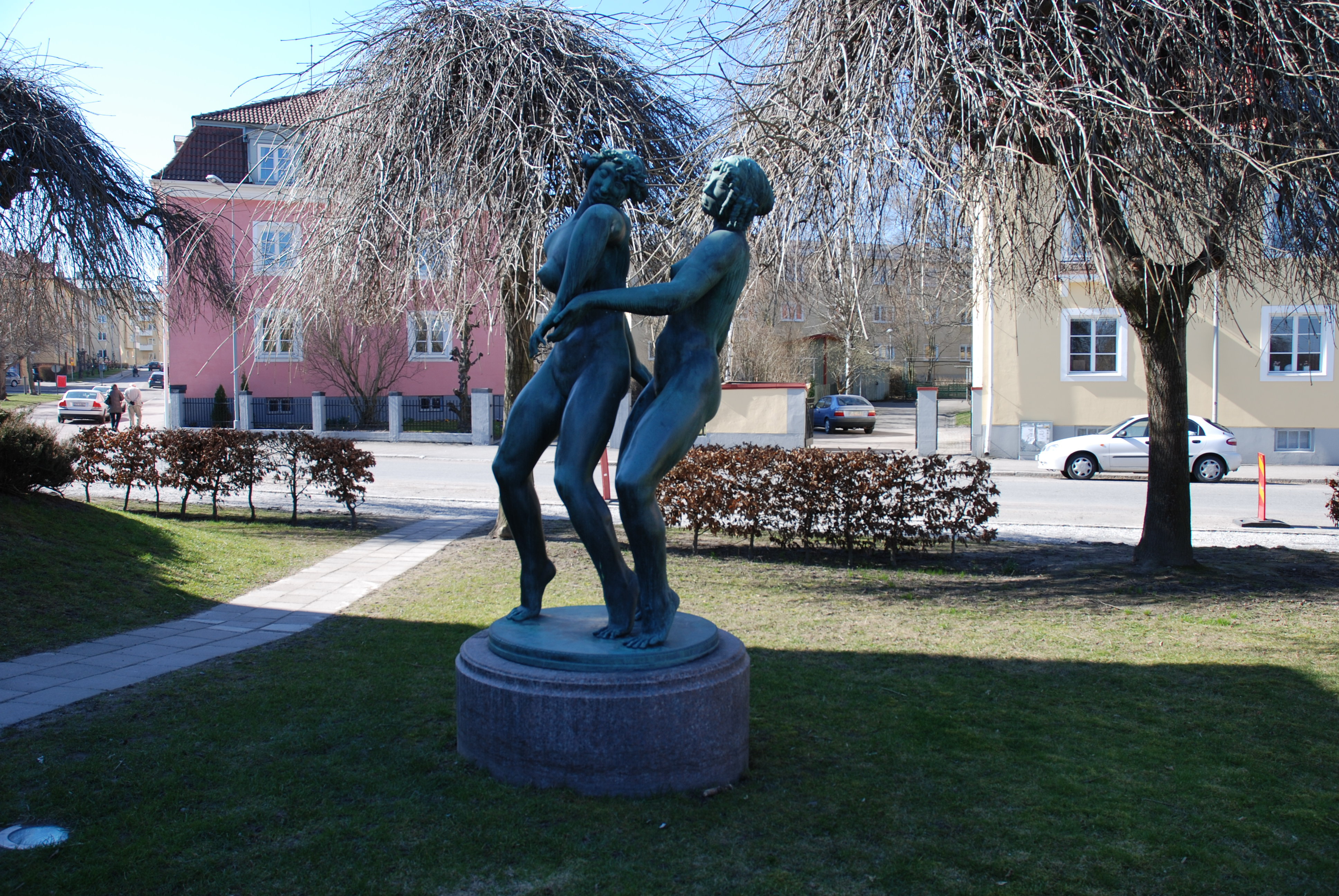
Danserskorna av Carl Milles
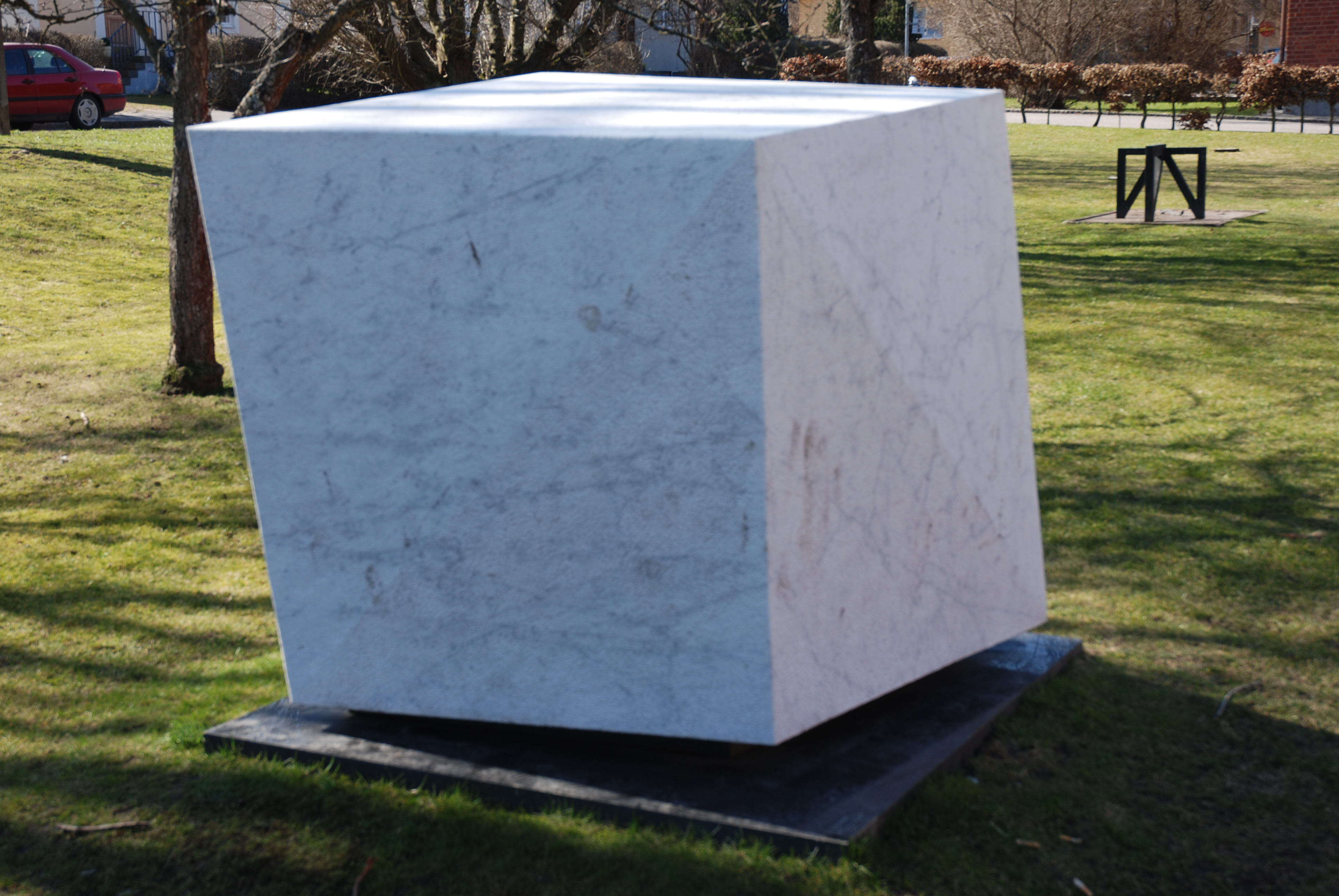
Cubo centrifugo-centripeto av Gert Marcus
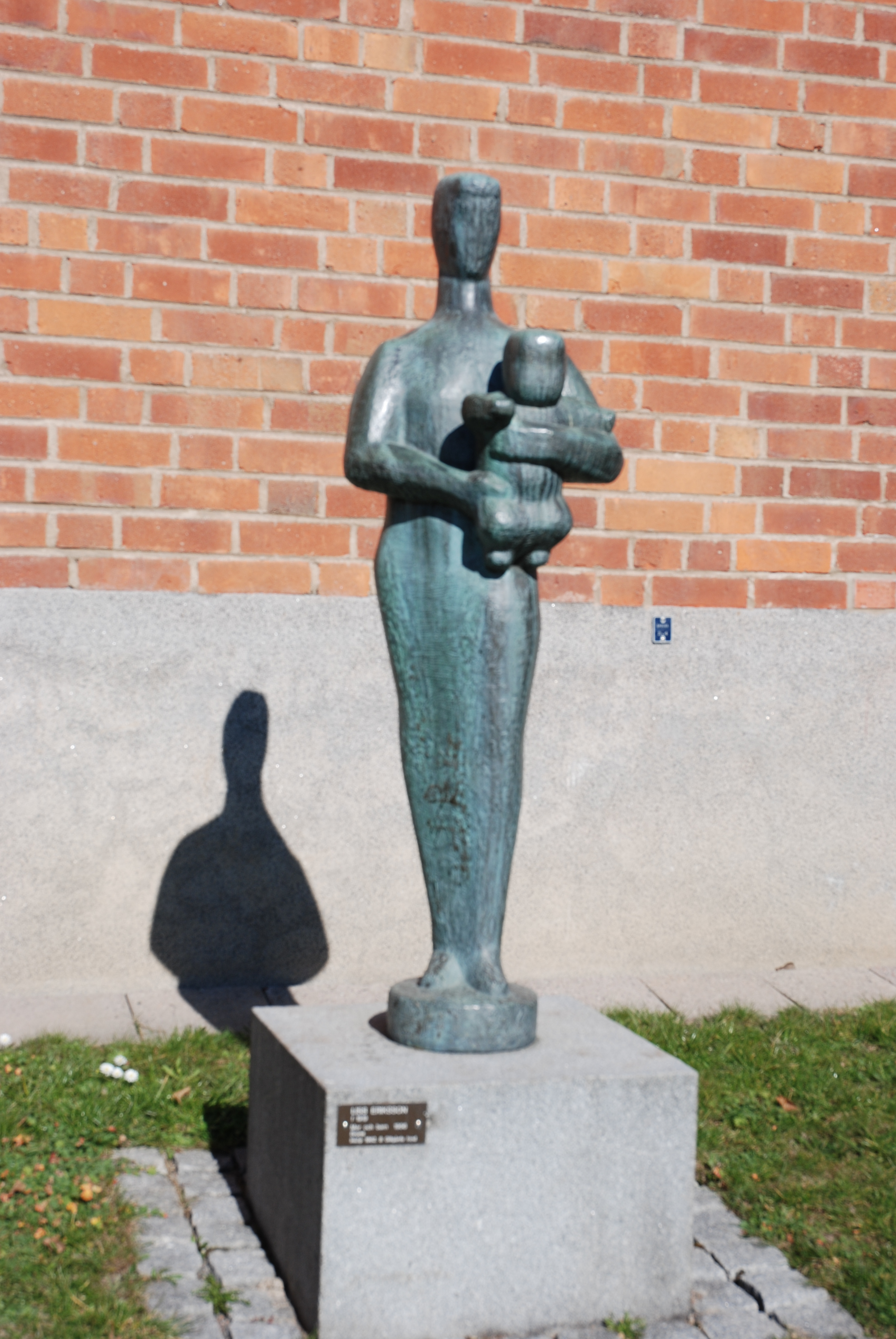
Mor och barn av Liss Eriksson
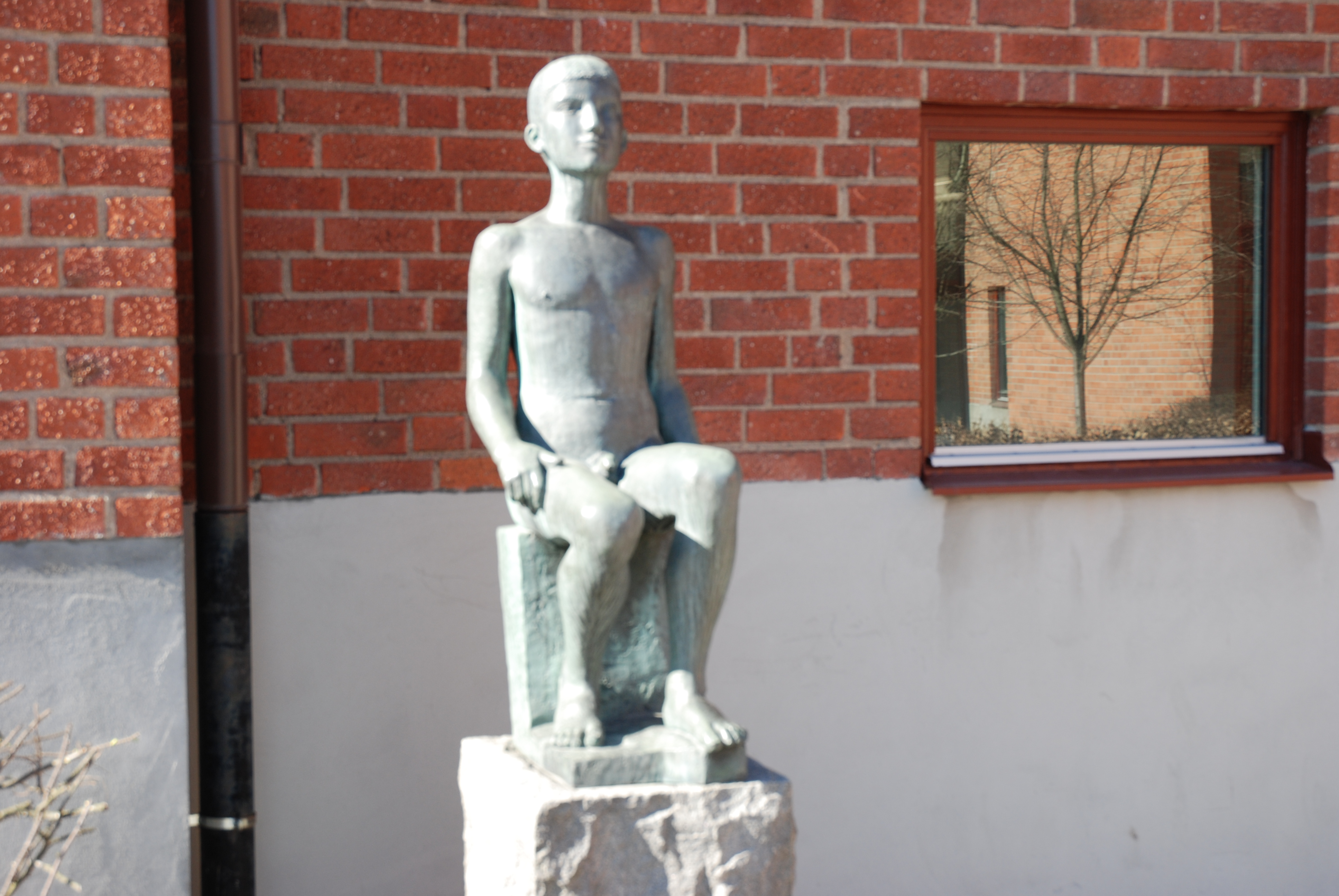
Sittande pojke av Bror Marklund
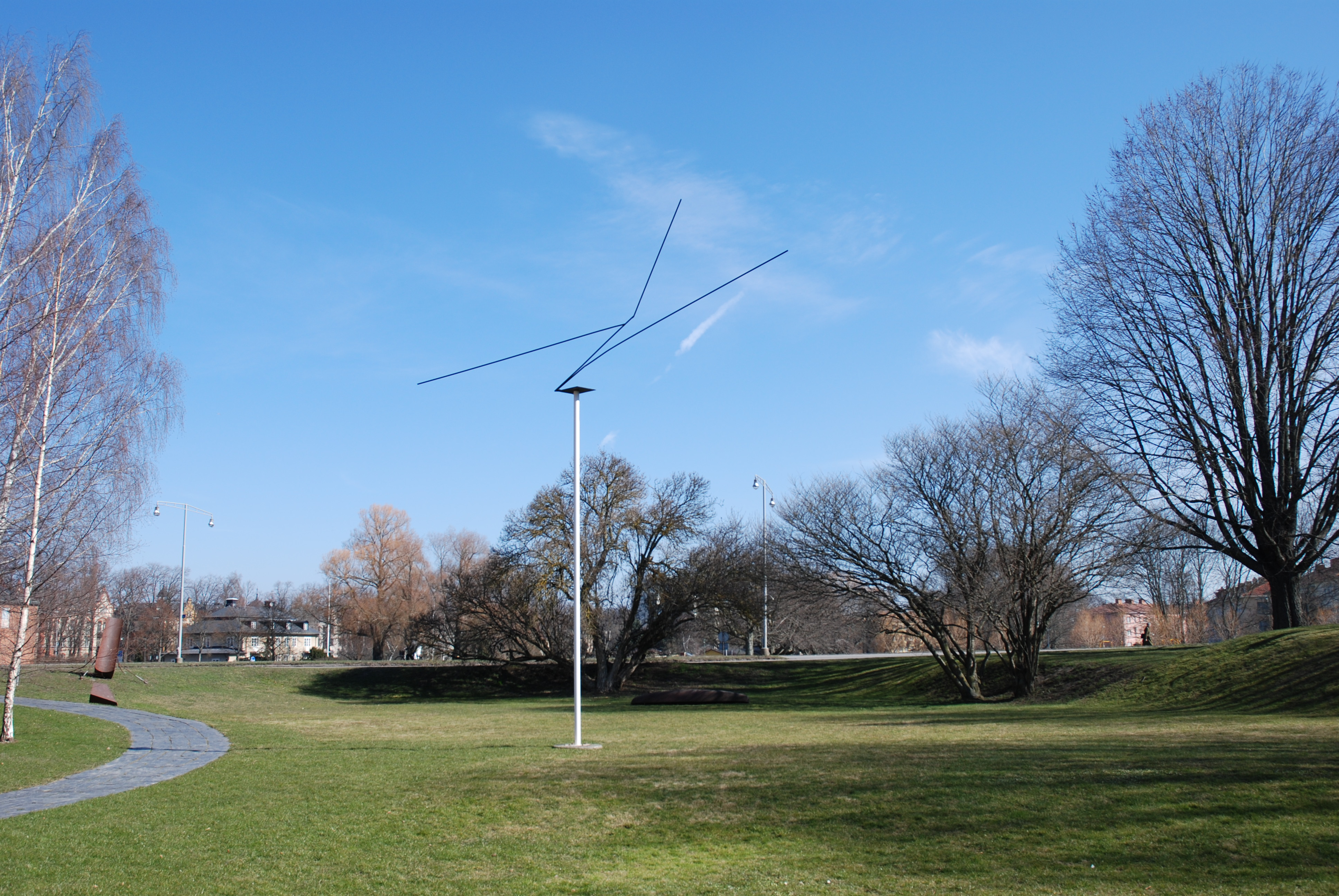
Xraf av Olle Baertling
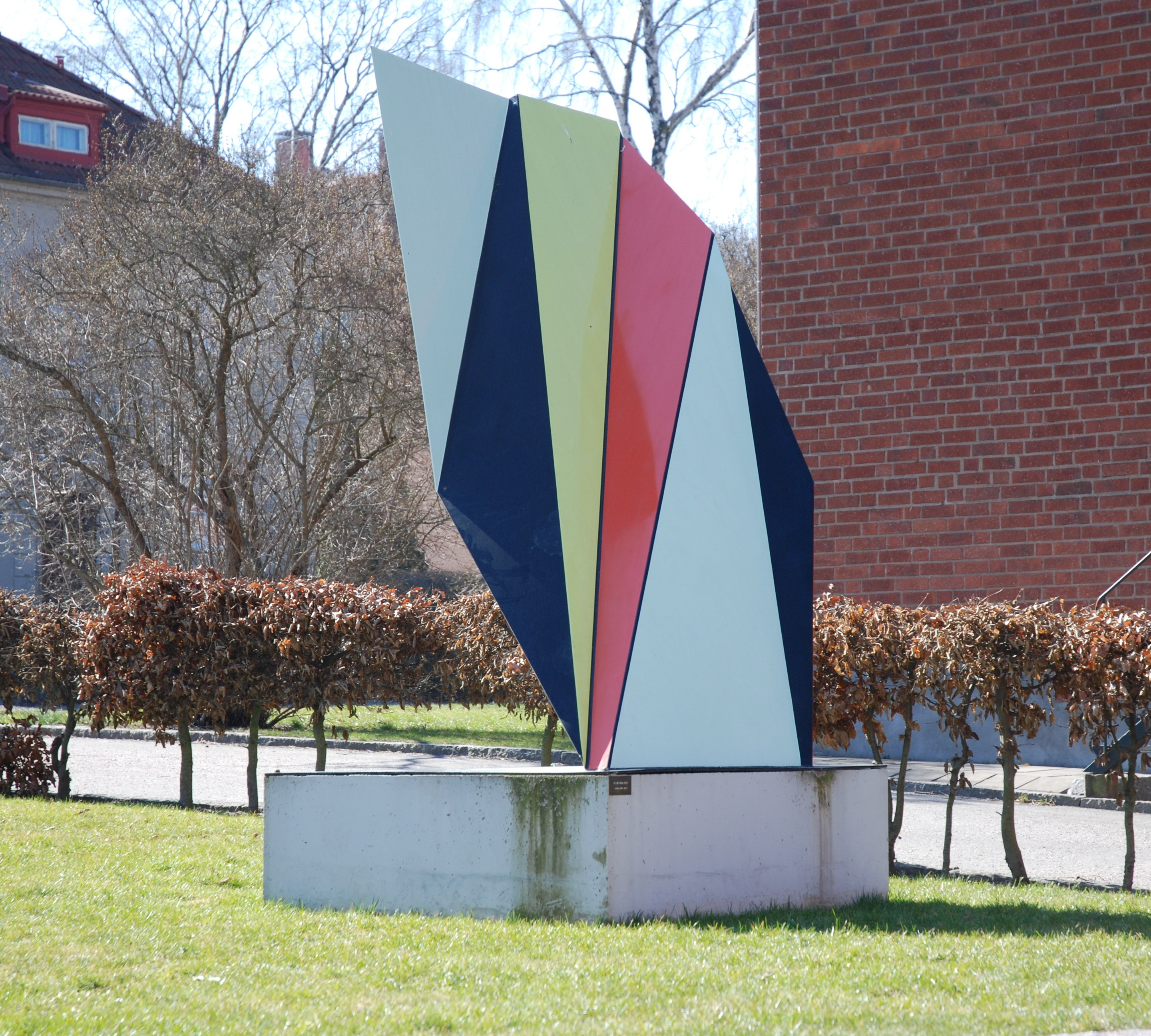
Sollefteå 1977 av Jacob Dahlgren
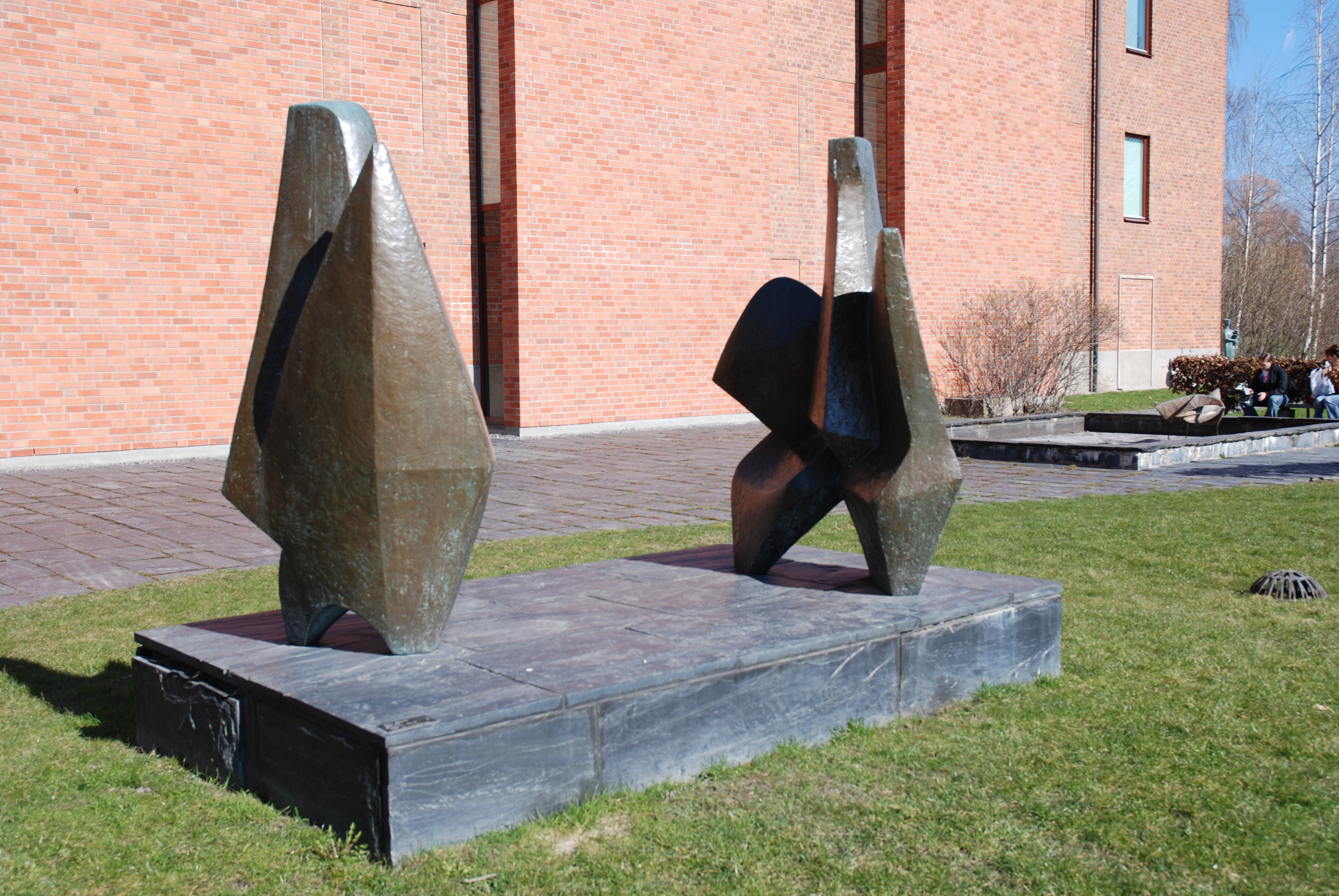
Aklejaderna av Eric Grate
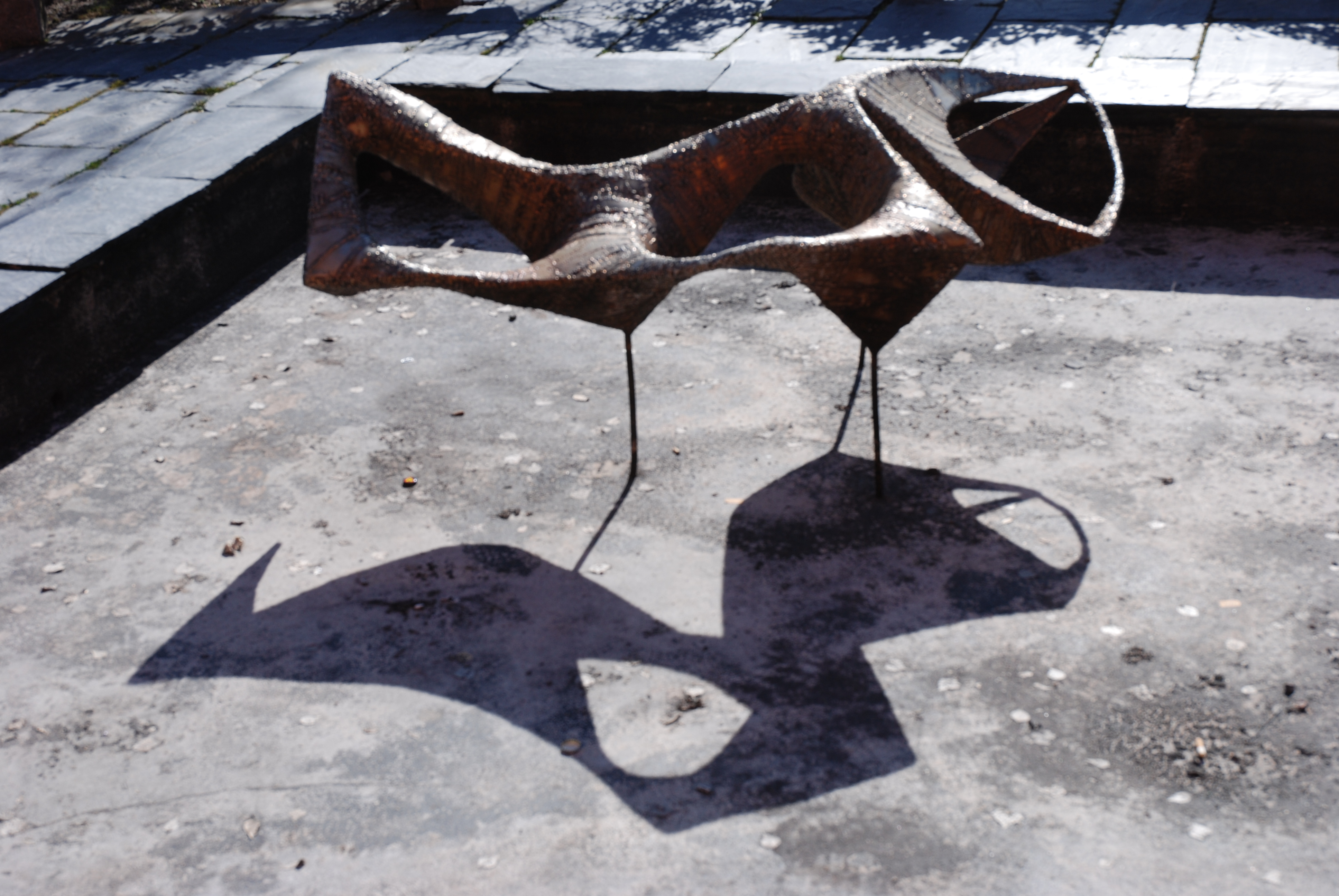
Fina fisken av Palle Pernevi